# Fat City (filme)
Fat City (br: Cidade das Ilusões; pt: A Cidade Viscosa) é um filme de drama norte-americano de 1972 dirigido por John Huston e estrelado por Stacy Keach, Jeff Bridges e Susan Tyrrell.
O filme foi baseado no romance homônimo escrito por Leonard Gardner, em 1969.
Foi indicado ao Oscar na categoria de melhor atriz coadjuvante para Susan Tyrrell,na entrega de 1973.